# Incendie du parc national de Tyresta de 1999
L'incendie du parc national de Tyresta de 1999  survint du 1er au 7 août 1999. Environ 450 hectares de forêt, soit environ 10 % de la surface totale du parc, furent détruits lors de cet incident. N'ayant fait aucune victime, il reste cependant l'incendie ayant déclenché la plus grande opération de lutte contre les incendies ayant jamais eu lieu en Suède.

## L'incendie

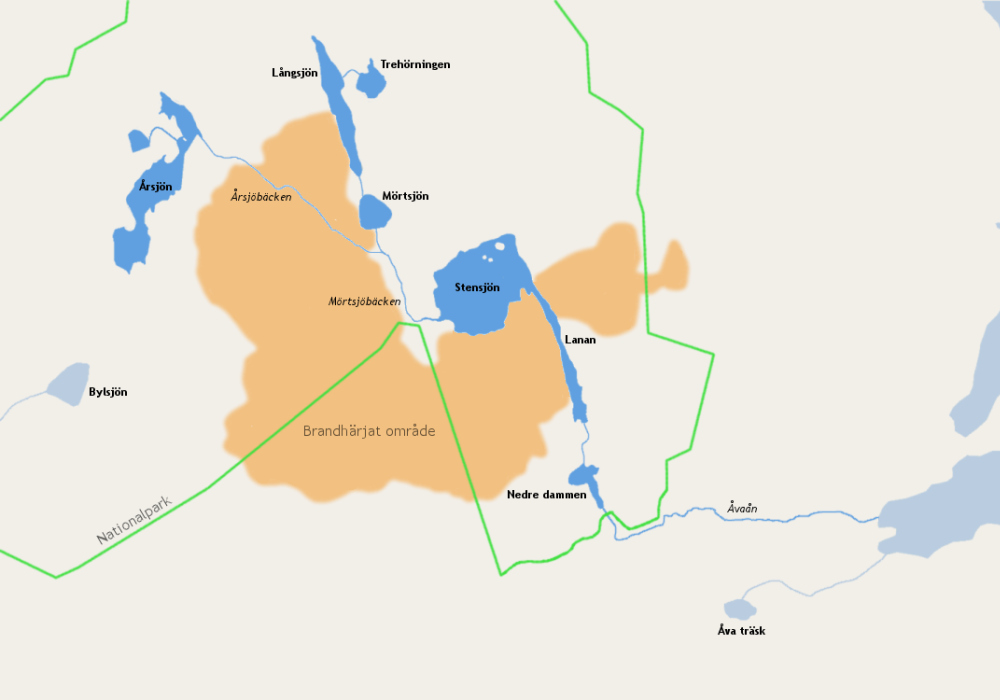
Vue d'ensemble de la zone sinistrée.

L'incendie éclate le dimanche 1er août 1999, dans le parc national de Tyresta et la réserve naturelle qui l'entoure. Ayant commencé à l'est du lac Stensjön, il s'étend rapidement vers l'ouest, au point de traverser les lacs Stenjön et Lanan. Le même jour au soir, plus de 200 hectares sont en proie aux flammes.
Le feu fut très difficile à maîtriser, en partie à cause des difficultés que les pompiers ont rencontrées à accéder au cœur du parc. Plus 500 soldats du feu et douze hélicoptères furent nécessaires pour venir à bout de l'incendie. L'incendie est déclaré éteint au bout d'une semaine. Le bilan est alors de 450 hectares partis en fumée, dont des pins vieux de plus de 400 ans.
Neuf mois plus tard, le parc est rouvert au public. La zone touchée par le feu a été profondément modifiée, là ou poussaient auparavant des arbres vieux de plusieurs siècles se trouve dorénavant un paysage carbonisé et stérile, où seule la roche nouvellement mise à nu domine.

## Conséquences
La régénération de la forêt a donné l'occasion à un nouvel écosystème de se développer, en vertu de la succession écologique. L'incendie a donc donné une occasion unique aux scientifiques pour étudier les bénéfices du feu sur la vie de la forêt. Des géranium laineux et de Bohème ont ainsi été observés peu après l'incendie, avant que les espèces anémophiles, telles que le pin sylvestre et l'épilobe en épi, ne prennent le relais. Bien qu'il ait été néfaste pour certaines espèces, telles que le grand tétras, d'autres ont au contraire bénéficié du feu, comme par exemple la Melanophila acuminata. En outre, quelques nouvelles espèces furent découvertes à la suite de l'incendie, telle que le Tritozyga tyrestaenensis.
Le feu ayant détruit l'épaisse couche de tourbe qui recouvrait le sol, il a également apporté une excellente occasion aux archéologues pour explorer la région. En 2000, une étude archéologique a ainsi réussi à identifier plus de 120 sites, datant pour la plupart de l'âge de pierre. Des éclats de quartz, probablement utilisés pour la conception d'armes et d'outils ont en particulier été retrouvés,.

## Galerie

Régénération de la forêt après le l'incendie.
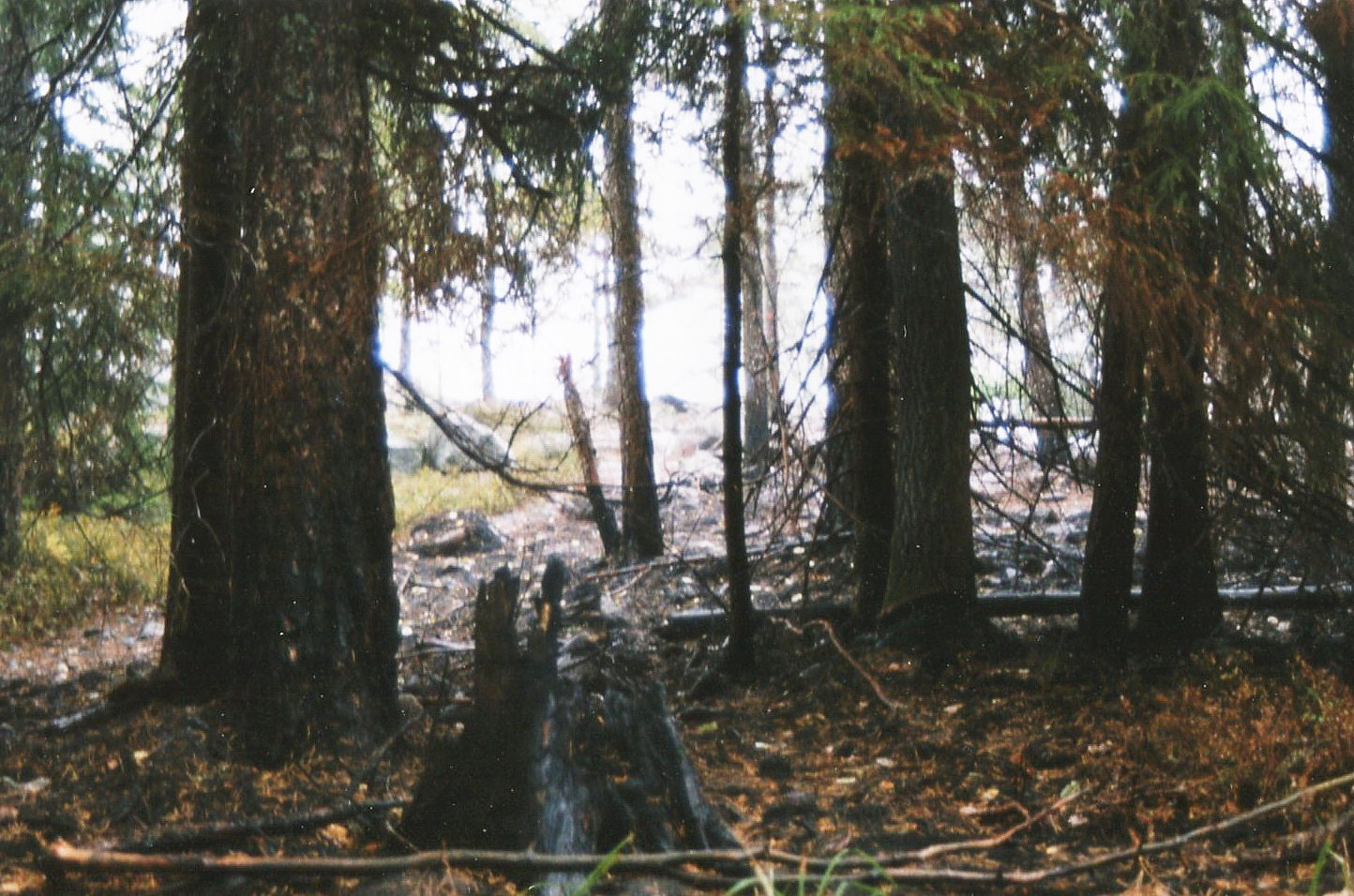
Août 1999
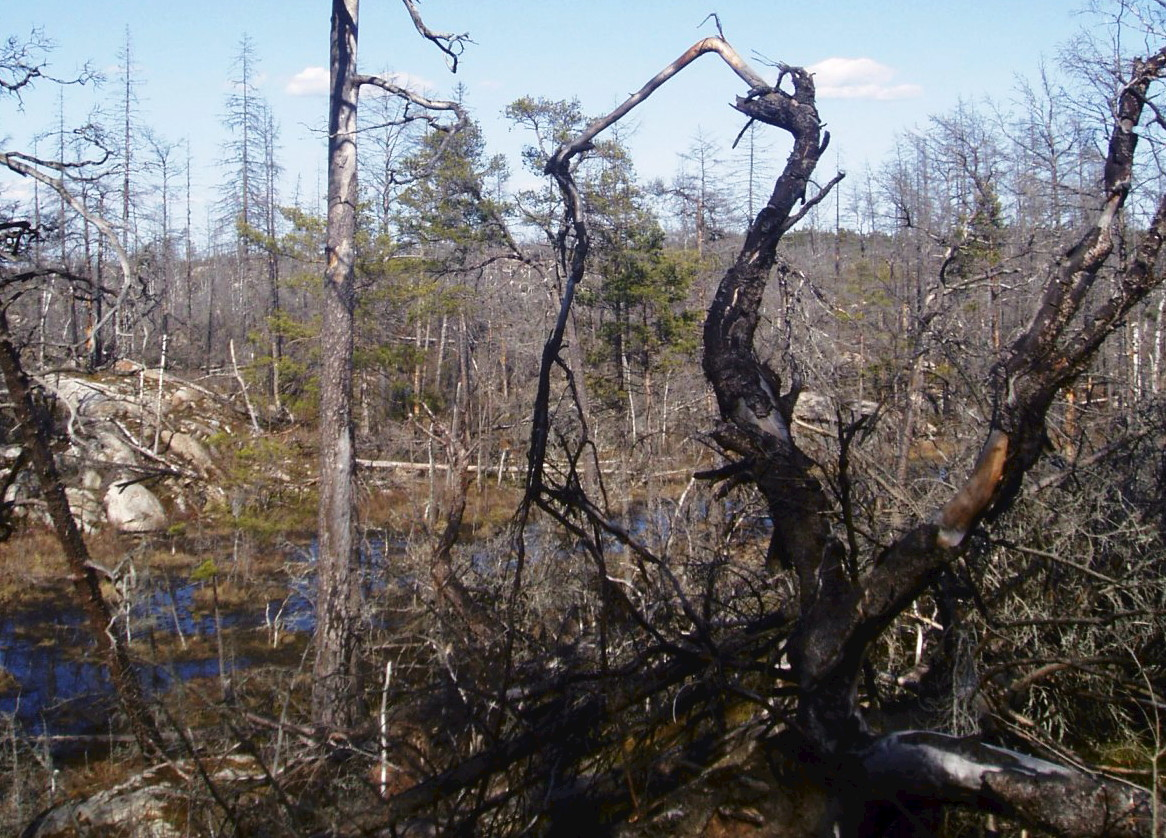
Avril 2006
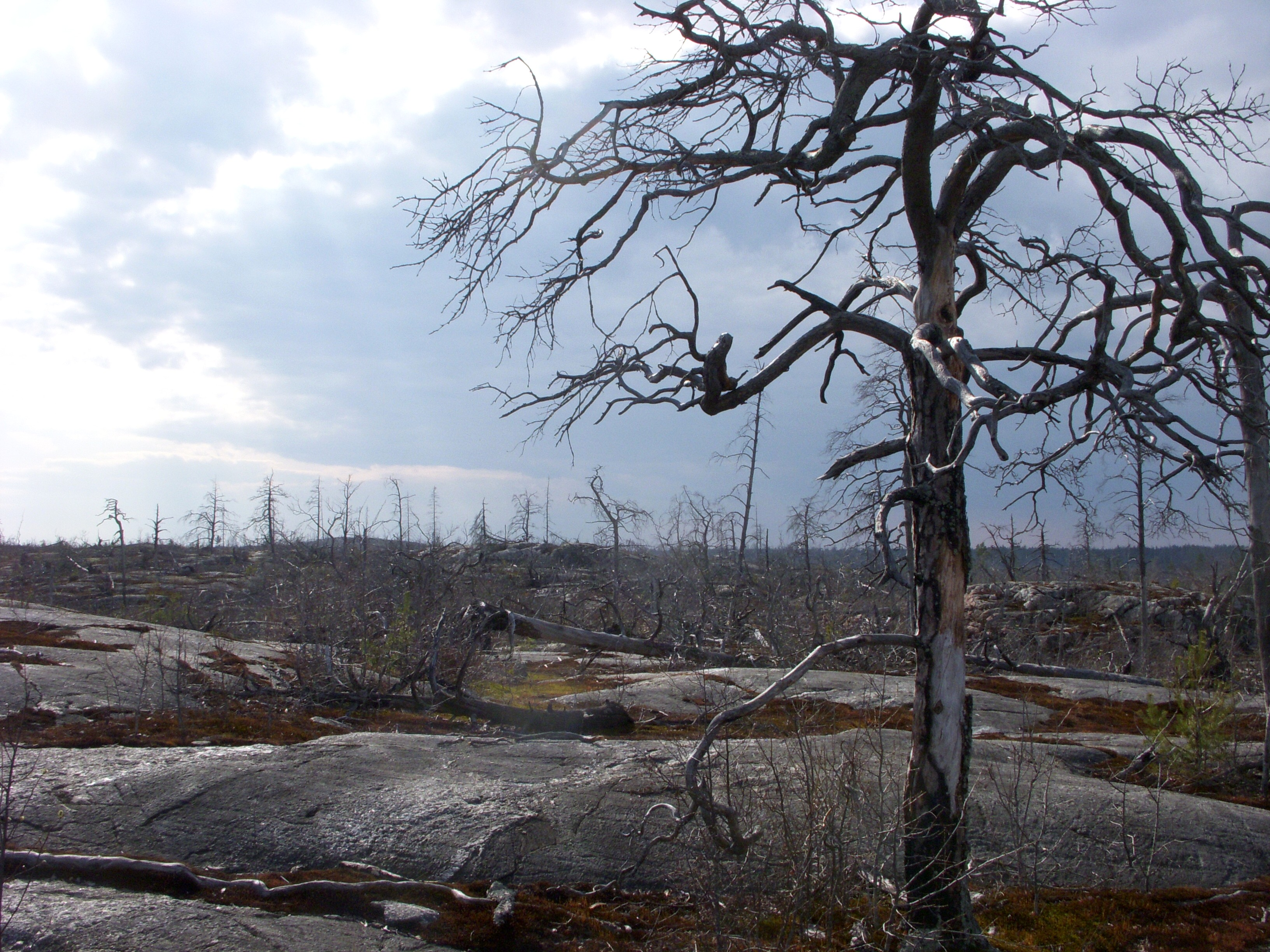
Avril 2011
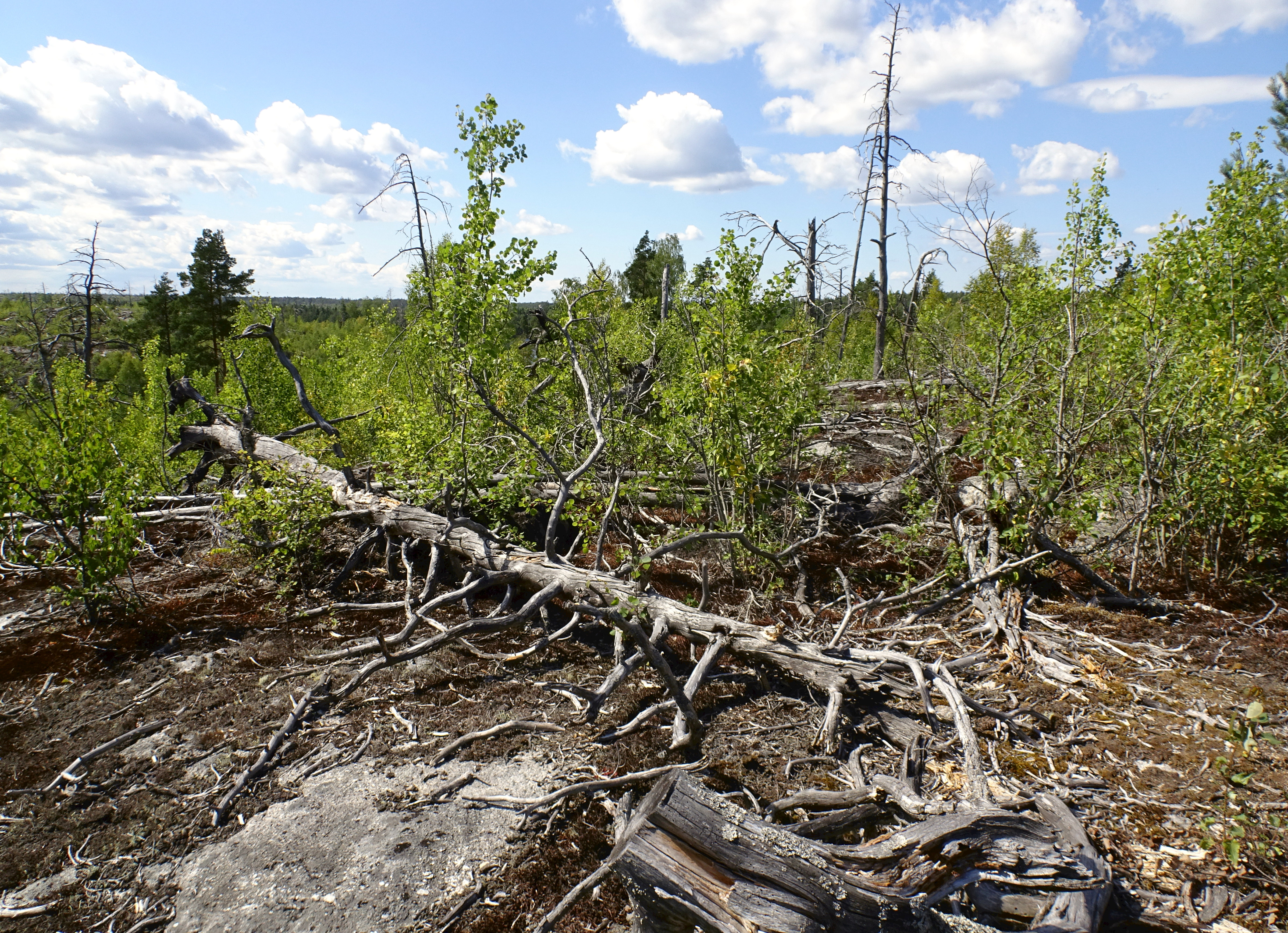
En juillet 2017